# スペルサーノ
スペルサーノ（イタリア語: Supersano）は、イタリア共和国プッリャ州レッチェ県にある、人口約4,300人の基礎自治体（コムーネ）。

## 地理

### 位置・広がり

#### 隣接コムーネ
隣接するコムーネは以下の通り。
- ボトルーニョ
- カザラーノ
- コッレパッソ
- クトロフィアーノ
- モンテサーノ・サレンティーノ
- ノチーリア
- ルッファーノ
- サン・カッシアーノ
- スコッラーノ